# فقط یه رؤیا بود
« فقط یه رویا بود» تک‌آهنگی از هنرمند اهل کانادا سلین دیون است که در ۱۹ ژوئن ۱۹۸۱ منتشر شد.